# Pezzana
Pezzana (piemontiul: Psan-a) település Olaszországban, Vercelli megyében. Lakosainak száma 1281 fő (2023. január 1.). Pezzana Caresana, Palestro, Prarolo, Stroppiana, Asigliano Vercellese és Rosasco községekkel határos.

## Népesség
A település népességének változása:
| Lakosok száma | 1312 | 1324 | 1281 |
|               | 2017 | 2018 | 2023 |